# قسم دشت سر الريفي (مقاطعة آمل)
قسم دشت سر الريفي (بالفارسية: دهستان دشت‌سر) هي قسم تقع في إيران في ناحية دابودشت. يقدر عدد سكانها بـ 35,795 نسمة .